# Lei Brasileira dos Acervos Presidenciais
A Lei Brasileira dos Acervos Presidenciais é a lei federal Nº 8.394, de 30 de dezembro de 1991 do ordenamento jurídico brasileiro que é a norma legal que dispõe sobre a preservação, organização e proteção dos acervos documentais privados dos presidentes da República, assim como a Lei dos Registros Presidenciais dos Estados Unidos, determina que os acervos dos ex-presidentes são de utilidade nacional e de disponibilização pública, nos termos legais que competem à Comissão Memória dos Presidentes da República.

## Preservação e disponibilização da memória presidencial
Conforme o decreto Nº 4.344, de 26 de agosto de 2002, que regulamenta a lei, compete ao Sistema de Acervos Documentais Privados dos Presidentes da República, coordenado pela Comissão Memória dos Presidentes da República, atuar de forma integrada aos Sistemas Nacionais de Arquivos, Bibliotecas e Museus, e terá como objetivos:
- I - Preservar a memória presidencial como um todo num conjunto integrado, compreendendo os acervos privados arquivísticos, bibliográficos e museológicos;

- II - Coordenar, no que diz respeito às tarefas de preservação, conservação, organização e acesso aos acervos presidenciais privados, as ações dos órgãos públicos de documentação e fazer a articulação destes com entidades privadas que detenham ou tratem de tais acervos;

- III - Manter referencial único de informação, capaz de fornecer ao cidadão, de maneira uniforme e sistemática, a possibilidade de localizar e ter acesso aos documentos, onde quer que estejam guardados, seja em entidades públicas, em instituições privadas ou com particulares, tanto na capital federal como na região de origem do presidente ou nas demais regiões do País;

- IV - Propor metodologia, técnicas e tecnologias para identificação, referência, preservação, conservação, organização e difusão da documentação presidencial privada; e

- V - Compatibilizar as informações referentes à documentação dos acervos privados presidenciais com as dos documentos arquivísticos, bibliográficos e museológicos de caráter público.[4]

## Lista de algumas instituições presidenciais no Brasil

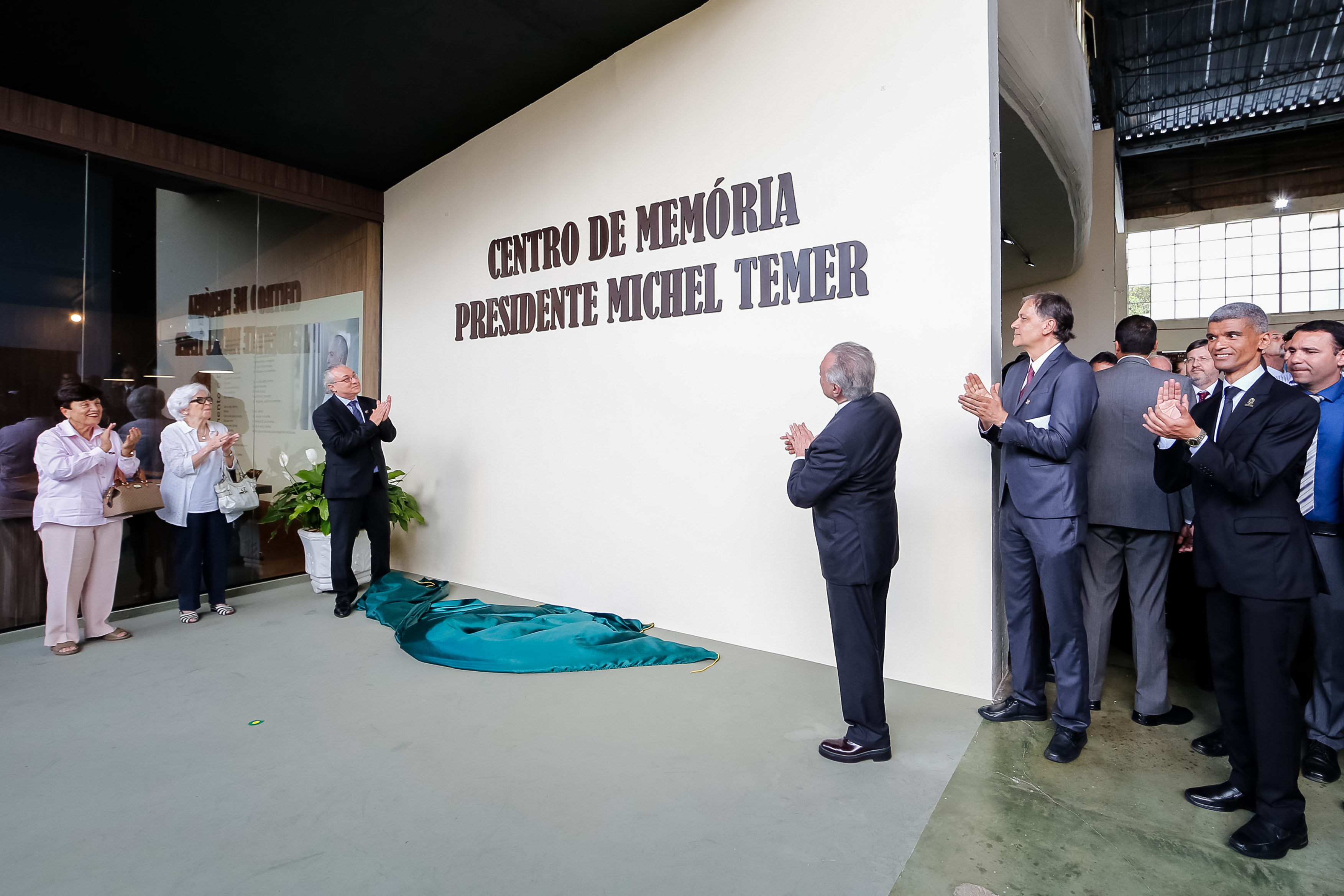
Imagem da inauguração do Centro de Memória Presidente Michel Temer, na cidade de Itu.

- Fundação Fernando Henrique Cardoso
- Museu Marechal Deodoro da Fonseca[5]
- Memorial JK
- Instituto Presidente João Goulart
- Instituto Presidencial Lula
- Memorial Presidente Tancredo Neves
- Memorial da República Presidente Itamar Franco[6]
- Museu Costa e Silva
- Mausoléu do Presidente Castello Branco
- Fundação Museu e Biblioteca José Sarney
- Fundação Presidente Jânio Quadros
- Museu Palácio Floriano Peixoto
- Museu e Cripta de Epitácio Pessoa[7] no Tribunal de Justiça da Paraíba
- Museu Histórico e Pedagógico Prudente de Moraes, em Piracicaba
- Museu Presidencial Campos Sales
- Centro de Memória Presidente Michel Temer, situado nas dependências da Faculdade de Direito de Itu, São Paulo.[8]
- Memorial Afonso Pena em Santa Bárbara, Minas Gerais[9]